# بيري (لغة)
```
بيري
 
(
بالإنجليزية
: 
Birri
)‏
 أو 
بفيري
 
(
بالإنجليزية
: 
Bviri
)‏
 هي لغة منقرضة تقريبًا، وربما كانت 
لغة وسط السودان
 
[
2
]
 في 
جمهورية أفريقيا الوسطى
 وكانت سابقًا في 
جنوب السودان
. وفقًا لبوايالديو (Boyeldieu)، لم يتم بعد عرض تصنيفها على أنه من لغات وسط السودان، ولكن ستايروستون (Starostin) يجد أنها أقرب عدد له هو 
كراش
.
```